# Dialekt limuzyński
Dialekt limuzyński (lemosin, fr. limousin) – dialekt romański, używany w regionie Limousin we Francji. Jest uznawany za dialekt języka oksytańskiego. Bywa również uznawany za dialekt języka francuskiego, jednak nie jest to uzasadnione z historycznego i lingwistycznego punktu widzenia. 
Odmiany dialektalne: górnolimuzyński (haut-limousin) i dolnolimuzyński (bas-limousin). 
Obecnie zanikający.